# National Underwater and Marine Agency
De National Underwater and Marine Agency (NUMA) is een non-profitorganisatie in de Verenigde Staten, gebaseerd op een fictieve organisatie in de boeken van Clive Cussler. Cussler is zelf de oprichter en directeur van de NUMA. 
Doelstelling van NUMA is het veiligstellen van (met name Amerikaans) maritiem erfgoed door middel van het zoeken, onderzoeken en bergen van scheepswrakken. NUMA richt zijn expedities op Amerikaanse schepen van begin 19e eeuw tot begin 20e eeuw en dan vooral de schepen uit de Amerikaanse Burgeroorlog.
NUMA wordt gefinancierd uit de opbrengsten van de boeken van Clive Cussler. In Australië en Zuid-Afrika zijn losstaande gelijknamige organisaties opgericht met hetzelfde doel.